# Категорийный менеджмент
Категорийный менеджмент — это концепция управления торговым пространством и ассортиментом, согласно которой ассортимент делится на группы схожих продуктов. Подобные группы получили название товарных категорий (примеры продуктовых категорий: шоколадные батончики, газированные напитки).
Термин был введен начале 1990-х гг. компанией Procter & Gamble. Это системный подход управления продуктовыми категориями как отдельными бизнес-единицами. Категорийный менеджмент стал использоваться в ритейле с начала 1990-х годов. Одна из причин: анализировать товарные категории проще, чем отдельные товарные позиции. Основателем категорийного менеджмента считается Брайан Ф. Харрис.
Категорийный менеджер формирует у участников глобальное понимание рынка, делает всестороннюю экспертизу всей цепочки формирования ценности и цены на товар в категории и задает вектор оптимизации товарно-ценностного предложения. Категория объединяет участников рынка, занимающихся работой с целевой аудиторией, формированием потребности, и обладает общими принципами управления товарами и услугами, которые существуют для удовлетворения потребностей клиента во всех ценовых сегментах рынка.
Задача внедрения категорийного менеджера в производственной компании — владение полномасштабной картиной продаж товаров категории, изучение кросс-категорийных взаимосвязей в разрезе различных каналов сбыта, что позволяет компании:
— задавать тренды не только для своей категории, но и в целом для ассортиментной матрицы ритейлера;
— использовать конечные результаты аналитики для поддержания оптимального товарного запаса в точке продаж;
— детально изучать влияние потребительских свойств на конечное потребление через замещение товаров аналогов;
— создавать единую образовательную базу для всей товарно-сопроводительной цепочки и контролировать все этапы формирования добавленной ценности и цены;
Категорийный менеджер, как ни один другой инструмент, хорошо работает при реализации социальной функции бизнеса.

## История категорийного менеджмента
Методика CATMAN 1.0
Розничная сеть Schnucks из Сент-Луиса (США), состоявшая из 60 магазинов, в 1985 году стала сдавать позиции в конкурентной борьбе. Тогда университетский профессор Брайен Харрис предложил владельцам сети любопытную идею. Харрис продвигал компьютерную программу «Аполлон», рассчитывавшую оптимальный размер полочного пространства для каждого продукта в определённой категории. Это было новацией: обычно менеджеры супермаркетов распределяли приоритетные места на полках, руководствуясь своими личными предпочтениями или под влиянием поставщиков.
Действуя согласно указаниям «Аполлона», сеть Schnucks отвела больше места бестселлерам в секциях детского питания. В результате продажи в этих секциях подскочили на 20 %. Вскоре Schnucks начала использовать программу «Аполлон» для всех своих категорий, и к 1987 году её основной конкурент покинул Сент-Луис. Все это привело к развитию поистине революционной идеи: магазин может наращивать продажи, подходя к ассортименту не как к собранным воедино отдельным товарам, а как к совокупности определённых категорий или товарных групп.
До этого каждый менеджер закупал товар и выставлял его на полках, руководствуясь собственными представлениями о том, что хорошо, а что плохо. Важнее всего в их работе было закупить товар как можно выгоднее. Насколько он отвечает потребностям покупателей, было несущественно, так как не принималось во внимание то, что магазин для покупателей является единым целым, единым образом. Ведь покупателю одинаково важно, чтобы в магазине было и свежее мясо, и приправы и специи к нему.
На эти «тонкости» закупщики Schnucks внимания не обращали, работая каждый по своим представлениям.
Система же рассматривала все товарные категории как совокупность предложения для потребителя и давала рекомендации по использованию полочного пространства исходя из общей идеи магазина — насколько гармонично входит в общий ассортимент тот или иной товар.
Появление собственно категорийного менеджмента связывают с компанией Procter&Gamble, которая в начале 90-х годов впервые объединила товары в категории не по принципу производства, а по их общим для потребителя свойствам. Говоря условно, зубная щетка и зубная паста, хоть и имеют разные свойства и способы производства, должны быть отданы в управление одному менеджеру именно по причине того, что покупатель объединяет эти предметы в своем сознании как предметы для гигиены полости рта. Их продажи связаны и влияют друг на друга. И по тем же причинам гель для мытья посуды и гель для тела могут быть отданы для управления разным менеджерам. Этот подход лежит в основе программы ECR — Efficient Consumer Response (переводится как «эффективное реагирование на запросы потребителей»), которая стала отправной точкой для развития идеи категорийного менеджмента.
Потребитель положительно отреагировал на эту методику, совершая больше покупок в тех торговых сетях, которые внедрили у себя новый подход в выкладке и управлению ассортиментом. Популярность метода росла и к 2003 году КМ стал стандартной практикой всей розничной торговли в США
Методика CATMAN B2B
Оптовые и производственные компании, оценив успехи розничных сетей, так же начали попытки внедрения категорийного менеджмента. Впрочем, сразу стало понятно, что есть большие сложности при внедрении этого метода в оптовых и производственных организациях. Дело в том, что в основе принятого в настоящее время метода категорийного менеджмента лежат разные торгово-технологические процессы розничной сетевой торговли и оптово-производственных предприятий. 
В 2014 году российские авторы Бузукова Е.А и  Бодунов А.Ф. внесли изменения в методику СаtMan 1.0. Они создали одно общее определение категорийного менеджмента, справедливое для оптово-производственных и розничных предприятий. CatMan B2B - это концепция управления экономическими ресурсами предприятия влияющими на продажи согласно которой ассортимент делится на товарные категории в зависимости от господствующего вида и формата торговли, последнего звена в цепи поставок. 
Это дало начало развитию методологии категорийного управления без ограничений, используя не только торговое пространство и ассортимент, но и все остальные ресурсы предприятия (например: логистика, склад, персонал, финансы и т.д).
Методика CATMAN 2.0
В 2016 году Ассоциация категорийного менеджмента (Category Management Association USA) разработала методику CatMan 2.0, которая дополняет сложившуюся и успешно применяемую последние 20 лет методологию CatMan 1.0, включив самые значимые эффекты от цифровой революции. 
Обновление было обусловлено миксом сразу нескольких факторов, таких как увеличение источников и доступности данных, расширение возможностей аналитики, увеличение диверсификации розничной торговли, диверсификация и расширение возможностей покупателей. Главным различием между дисциплиной «первопроходцем» и «последователем» было то, что первая очень ориентирована на поведение, благодаря анализу обобщенных данных, тогда как новый шаг был направлен на понимание установок, которые определяли такое поведение покупателя. Появилась возможность ответить на вопросы «Почему?» и «Как?» работать с мотивацией покупателя, чтобы он возвращался вновь и вновь.

## Суть категорийного менеджмента
Каждая категория рассматривается как отдельная бизнес-единица со своими показателями оборота и прибыльности, своими целями и стратегиями. Внедрение категорийного менеджмента способствует изменению традиционных взаимоотношений ретейлеров и производителей в сторону большего сотрудничества в контексте взаимного обмена информацией, данными о продажах и совместному построению бизнеса.
Концепция категорийного менеджмента возникла в сетях магазинов, специализировавшихся на продаже продуктов питания, позднее получив распространение в магазинах DIY, аптеках и книжных магазинах.

## Логика категорийного менеджмента
Ключевой причиной внедрения принципов категорийного менеджмента было желание ретейлеров привлечь поставщиков к развитию их (ретейлеров) бизнеса за счет более глубокого знания поставщиками рынка своих товарных категорий. Ретейлеры поняли, что потенциал роста прибыли от снижения поставщиками цен невелик и основной потенциал роста их бизнеса в росте объёмов продаж.
Сотрудничество с поставщиками для ретейлера означало получение бесплатной экспертизы о товарной категории и передача большого объёма аналитической работы поставщику.

## Определение категории
Базовым определением категории служит определение исследовательской компании AC Nielsen, которое гласит, что продукты одной категории должны отвечать схожим потребительским потребностям или, что они должны быть взаимосвязаны между собой или взаимозаменяемы. Определение AC Nielsen также включает пункт о том, что продукты, размещаемые в одной категории должны иметь схожие условия хранения и транспортировки (например, есть случаи, когда в одну категорию относят замороженные продукты и продукты, не требующие особых условий хранения. При этом эти продукты могут соответствовать вышеуказанным критериям).

## Процесс категорийного менеджмента
Стандартная модель категорийного менеджмента — это процесс (цикл) из 8 шагов:
1. Определение категории
2. Определение роли категории в магазине
3. Оценка категории
4. Определение целей категории
5. Определение стратегии категории
6. Определение тактик категории
7. Внедрение
8. Оценка результатов и возвращение к п. 1 цикла.

Исследовательская компания AC Nielsen использует процесс, основанный на 5 шагах: обзор категории, определение целевых потребителей, планирование выкладки, внедрение стратегии, оценка результатов.

## Определение роли товарной категории
Одним из важных моментов категорийного менеджмента является балансировка структуры ассортимента по ширине. Балансировка предполагает введение и выведение в ассортимент новых товарных позиций, с учётом того каждая категория играет свою роль (всего таких ролей 5). Согласно теории категорийного менеджмента между категориями играющими определённую роль должно поддерживаться определённое структурное соотношение.
Уникальные категории. Это должны быть необычные, привлекающие внимание покупателя товары. Их основные функции — создание имиджа и формирование покупательского потока. Рекомендуемая доля в структуре ассортимента 1-3 %.
Приоритетные категории. Имеют высокие показатели по прибыли и товарообороту. Обычно они находятся на стадии зрелости жизненного цикла товара. Хорошим наглядным примером для продуктового магазина могут
служить мясные и рыбные продукты. Рекомендуемая доля 20-30 %.
Базовые категории. Являются основой ассортимента. Составляют 50-60 % от общей доли в ассортименте. Их основная функция — формирование товарооборота и покупательского потока.
Сезонные категории. Спрос на них меняется в течение периода. В соответствии с чем торговые компании повышают либо снижают цены (например, зимняя одежда и обувь в существенно больших объёмах продаются в предзимний и первые зимние месяцы, а летние, соответственно, поздней весной и первые два месяца летней). В структуре ассортимента периодическая категория занимает около 20 %. Также в составе этой группы выделяют событийные категории, уровень продаж которых повышается перед возникновением определённого (праздничного события). К ним относятся пасхальные товары, товары для нового года, подарки к 8 марта и т. д.
Удобные — товары, дополняющие основную покупку (например, при покупке очков покупатели часто приобретают футляры, шнурки, салфетки и т. д.). Их доля 5-10 % от общего числа.
Для определения ролей используется кросс-категорийный анализ, позволяющий на основе данных по прибыли и товарообороту, а также экспертной оценке определить назначение товарной категории.

## Категорийный менеджмент в России
В России категорийный менеджмент появился в начале 2000-х годов. Первым совместным опытом ретейлера и производителя в управлении категорией стал проект сети Рамстор и компании Gillette в категории уход за полостью рта в 2001 году. Основная задача проекта — разработка планограмм для категории.
В FMCG-компаниях в России подразделение категорийного менеджмента чаще всего относится к структуре отдела трейд-маркетинга, но может быть и отдельной структурой в отделе продаж.
В 2004 в России появилась реально описанная методика категорийного менеджмента. Активное участие в формировании и развитии направления категорийного менеджмента в России приняли отечественные консультанты Бузукова Екатерина и Сысоева Светлана. Они впервые в отечественной практике дали подробные и понятные ответы на вопросы: что такое категорийный менеджмент, как его правильно внедрять в розничном магазине, в чем суть методологии управления ассортиментом. 
В это же время Российские федеральные торговые сети (такие как «Х5 Retail Group», «Магнит» «Азбука Вкуса», «Эльдорадо», «М-Видео» и другие), пользуясь западным опытом и отечественной литературой, внедрили категорийный менеджмент у себя. Затем к массовому использованию метода приступили не только региональные, но и мелкие локальные розничные торговые сети. 
Ближе к 2020 году появились успешные реализации внедрения категорийного менеджмента на В2В предприятиях. Например Российская компания «Русал» (российская алюминиевая компания, один из крупнейших в мире производителей первичного алюминия и глинозёма) начала внедрять новый подход в конце 2018 г.  Им удалось сформировать структуру менеджмента, разработать регламент по категорийному управлению в закупках, создать перечень всех затрат, структурировать по категориям и подкатегориям товары и услуги, инициировать IT доработки.